# Salma Amani
Pour les articles homonymes, voir Amani.
Salma Amani (en arabe : سلمى أماني), née le 28 novembre 1989 à Rabat, est une footballeuse internationale marocaine évoluant au poste de milieu de terrain.

## Biographie
Salma Amani naît à Rabat au Maroc. Elle quitte ses parents et le Maroc à l'âge de huit mois pour s'installer en France avec ses frères dans la ville de Brest, là où elle grandit et sera éduquée par ses grands-parents.

### Carrière en club

#### Débuts à Brest et Lorient
Salma Amani commence le football à 5 ans au SC Brest 2, avec son frère jumeau Salam, évoluant avec les garçons jusqu'à l'âge de 13 ans. Elle joue ensuite un an à l'AS Brestoise puis au FC Lorient.

#### Formation à Clairefontaine puis à l'En Avant Guingamp
Elle rejoint à l'été 2005 le CNFE Clairefontaine, avec lequel elle réalise ses débuts en première division lors de la saison 2005-2006. Durant cette période avec le CNFE, elle joue en tant qu'arrière latérale et évolue avec des joueuses qui deviendront plus tard internationales françaises, telles que Jessica Houara-d'Hommeaux, Louisa Necib ou encore Amandine Henry. Puis en 2007, Amani rejoint le Stade briochin dont l'équipe féminine a été acquise par l'En Avant de Guingamp en 2011. Le 6 novembre 2016, Guingamp s'impose à domicile contre Marseille sur le score de 4 à 0. Salma Amani inscrit un triplé lors de ce match, le premier de sa carrière.
En juin 2016, elle prolonge son contrat jusqu'en 2019 avec l'EA Guingamp. Mais elle quitte Guingamp plus tôt que prévu, puisque Salma Amani signe au FC Fleury 91.

#### Expérience en région parisienne du côté de Fleury et Issy (2017-2020)
Salma Amani poursuit dans l'élite en passant deux saisons avec le FC Fleury 91 à l'issue desquelles elle dispute 37 matchs et inscrit 5 réalisations.
En 2019, elle signe au GPSO 92 Issy qui évolue dans la deuxième division. Elle y reste une saison à l'issue avec lequel elle marque 9 buts en 18 matchs.

#### Une saison du côté de Dijon (2020-2021)
Puis lors de l'intersaison 2020, elle s'engage avec le Dijon FCO et retrouve donc la D1. Elle rejoint par la même occasion sa coéquipière en sélection, Élodie Nakkach. Durant cette unique saison avec le club dijonnais, Salma Amani participe à 14 matchs de championnat.

#### Retour en Bretagne, à l'US Saint-Malo (2021-2022)
Après cette saison en D1, Salma Amani retourne en Bretagne l'été 2021 pour signer à l'Union sportive Saint-Malo qui évolue en D2.
Après une saison passée à Saint-Malo durant laquelle elle dispute 25 matchs et marque 6 buts, elle rejoint durant l'été 2022 le FC Metz, pensionnaire de deuxième division.

#### Avec le FC Metz (2022-2023)
Pour son premier match en championnat, elle délivre une passe décisive le 10 septembre 2022 contre son ancien club l'US Saint-Malo.
Salma Amani ouvre son compteur de buts le 17 octobre 2022 contre le CA Paris 14 à l'occasion de la 5e journée de D2. Les Messines s'imposent trois buts à deux. Un mois plus tard, le 10 décembre en Coupe de France, elle inscrit un des buts messins à Rueil-Malmaison (victoire 5-0). Le FC Metz valide ainsi son ticket pour le tour suivant. L'aventure en Coupe de France se termine au stade des huitièmes de finale. Les Messines s'inclinent sur le terrain de Bordeaux pensionnaire de D1. Salma Amani dispute le match dans son intégralité.
Le 5 février 2023, elle inscrit un des buts de Metz contre Le Mans, à l'occasion de la 12e journée de D2 dans un match qui voit les deux équipes se neutraliser (2-2). Elle est buteuse malheureuse le 12 mars 2023 en déplacement chez le CA Paris où les Messines s'inclinent 2 buts à 1. Un mois plus tard, elle inscrit un des buts de la victoire (3-1) contre Brest le 15 avril 2023 à l'occasion de la 18e journée de championnat. La journée suivante, le 23 avril 2023, elle ouvre le score à Orléans dans un match qui se termine sur un score de parité (1-1). Grâce à ce point du nul, les Messines valident leur maintien en D2 pour la saison suivante.
Les Messines récupèrent la deuxième place du championnat et la conserve en s'imposant face au Racing Strasbourg (2-0) puis en faisant match nul lors de la dernière journée contre Saint-Malo. Salma Amani est passeuse décisive sur le premier but messin contre Strasbourg, marqué par Inès Boutaleb. Elle réalise une passe décisive également contre son ancien club, Saint-Malo, pour Océane Picard.
La milieu marocaine termine la saison sportive 2022-2023 en ayant joué 21 matchs toutes compétitions confondues (19 titularisations) pour 6 buts marqués et 4 passes décisives.
Le 30 juin 2023 elle annonce son départ du club via son compte instagram.

#### Expérience à l'étranger à Al-Ittihad (2023-2024)
Après plusieurs saisons en France, Salma Amani s'envole pour l'Arabie saoudite pour une première expérience à l'étranger, à l'âge de 33 ans. La milieu marocaine s'engage avec le club d'Al-Ittihad.
Elle dispute son premier match sous ses nouvelles couleurs le 14 octobre 2023 face au Eastern Flames et marque ses premiers buts sous ses nouvelles couleurs le 11 novembre 2023 en inscrivant les deux buts de son équipe face à Al-Riyadh FC (victoire, 2-0). Le week-end qui suit elle récidive avec un autre doublé, contre Al-Hilal, mais son équipe s'incline dans les dernières minutes (3-2).
Le 14 décembre 2023 à l'occasion du derby face à l'Al-Ahli, elle contribue à la large victoire de son équipe (6-2) grâce à trois passes décisives.
Buteuse malheureuse le 9 février 2024, son équipe s'incline contre Al-Shabab sur le score de 5 buts à 4 en demi-finale de la Coupe d'Arabie saoudite.
Le club se maintient dans l'élite en terminant à la 6e place au classement. Toutefois, Salma Amani ne prolonge pas avec le club.

#### Expérience aux États-Unis à Brooklyn (depuis 2024)
Après une saison du côté du Moyen-Orient, Salma Amani poursuit son expérience à l'étranger. Elle prend la direction des États-Unis pour s'engager avec le Brooklyn FC qui évolue en première division d'USL Super League. Elle dispute son premier match sous ses nouvelles couleurs le 15 octobre 2024 en entrant en jeu contre Carolina Ascent dans un match qui se solde par un nul (1-1).
Elle est titularisée pour la première fois le 23 mars 2025 contre DC Power (match nul 1-1). Elle inscrit son premier but de la saison le 30 mars 2025 face au Tampa Bay Sun FC dans le cadre de la 26e journée de championnat (égalité, 2-2).

### Carrière en sélection
Elle évolue au sein de l'équipe de France des moins de 17 ans entre 2004 et 2005, jouant trois rencontres amicales.
Gendarme au sein du Peloton de Surveillance et d’Intervention de la Gendarmerie de Saint-Brieuc de 2011 à 2016, elle fait partie de l'équipe de France militaire féminine avec laquelle elle participe aux Jeux mondiaux militaires d'été de 2011, terminant quatrième.

#### Équipe du Maroc
Elle dispute sa première sélection en équipe du Maroc le 14 janvier 2012 contre la Tunisie sous la houlette d'Abid Oubenaissa pour le compte des éliminatoires de la CAN 2012 (victoire 2-0).
Salma Amani fait partie, avec Ibtissam Bouharat ou encore Khadija Ben Haddou, de la première génération de joueuses issues de la diaspora marocaine à être appelée en sélection.
Elle participe aux qualifications de la CAN 2012, mais le Maroc se fait sortir aux portes de la CAN par le Sénégal après une séance de tirs au but, le 16 juin 2012 à Dakar.
Lors des qualifications pour l'édition suivante, en 2014, les Marocaines se font éliminer dès le premier tour par les Algériennes après une défaite en Algérie (2-0) et un nul à Rabat le 1er mars 2014. Salma Amani manque le match aller pour des raisons professionnelles, car à cette période elle exerce encore en parallèle le métier de gendarme. Mais elle dispute le match retour en étant démarrant titulaire.
Salma Amani participe aux qualifications à la CAN 2016 et la double confrontation face au Mali qui voit Le Maroc échouer après avoir fait un nul vierge à Bamako et essuyer une défaite à domicile (1-2) au match retour à Salé.

#### Coupe d'Afrique des nations 2022: Parcours inédit
Salma Amani est sélectionnée par Reynald Pedros pour prendre part à la CAN 2022 au Maroc.
Cette édition restera dans les annales du football marocain, puisque durant celle-ci, la sélection marocaine atteint la finale et se qualifie pour la première fois à une Coupe du monde féminine.
Amani participe aux matchs de poules et à la demi-finale contre le Nigéria.

#### Coupe du monde 2023: Exploit des Marocaines
Dans le cadre des préparations à la Coupe du monde 2023, le Maroc dispute deux matchs amicaux en Espagne à Cadix contre la Pologne le 6 octobre 2022 et le Canada le 10 octobre 2022. Salma Amani participe aux deux matchs qui se soldent tous les deux par une défaite marocaine (4-0).
Elle prend part également au stage suivant à Marbella. Stage durant lequel le Maroc affronte la république d'Irlande dans une double confrontation amicale. Amani ouvre le score du premier match le 11 novembre 2022, qui s'achève sur un nul, 2 buts partout (le match se jouant à huis clos, celui-ci n'est pas officiellement reconnu par la FIFA). Elle participe au second match également à l'issue duquel le Maroc s'incline 4-0.
Elle est sélectionnée en avril 2023 pour prendre part à deux matchs amicaux internationaux contre la Tchéquie et la Roumanie respectivement le 6 avril 2023 à Prague et le 11 avril 2023 à Bucarest. Elle entre en jeu à la place d'Imane Saoud contre les Roumaines.
Salma Amani fait partie des 28 joueuses présélectionnées par Reynald Pedros pour prendre part à un stage du 20 juin au 9 juillet à Lienz (Autriche) et prendre part aux matchs amicaux préparatoires à la Coupe du monde 2023 (contre l'Italie le 1er juillet, la Suisse le 5 juillet et la Jamaïque le 16 juillet).
Après le stage effectué en Autriche et le match amical disputé contre la Suisse, Amani est sélectionnée dans la liste finale des 23 joueuses retenues pour défendre les couleurs marocaines au Mondial.
Après s'être inclinées lourdement face aux Allemandes lors du premier match (6-0), les Marocaines se rattrapent le match suivant face à la Corée du Sud en s'imposant sur le score de 1-0, premier but et premier succès de la sélection dans la compétition. Puis lors de la dernière journée, les Lionnes de l'Atlas rééditent avec une autre victoire contre la Colombie (1-0). Dans le même temps la Corée du sud réussit à tenir en échec l'Allemagne (1-1). Résultats qui permettent au Maroc de décrocher une qualification historique pour les huitièmes de finale. Après cet exploit, les protégées de Reynald Pedros se frottent aux Françaises. Largement dominatrice, la France s'impose sur le score de 4-0 et l'aventure du Maroc au Mondial prend fin. Salma Amani joue les rencontres de la phase de groupe (titulaire contre la Corée du sud).

#### Coupe d'Afrique 2024
Écarté pendant durant son passage en Arabie saoudite, elle est convoquée en sélection un peu plus d'un an plus tard pour disputer deux matchs amicaux contre la Tanzanie et le Sénégal respectivement les 25 et 29 octobre 2024 au Stade Père-Jégo. Les Marocaines remportent les deux rencontres avec un score de 4-1 face aux Tanzaniennes et une large victoire face aux Sénégalaises, 7-0. Salma Amani fait son entrée en jeu à la d'Anissa Lahmari face au Sénégal,

## Statistiques

### Statistiques détaillées en club
| Saison                | Club                  | Championnat           | Championnat | Championnat | Coupe(s) nationale(s) | Coupe(s) nationale(s) | Total | Total |
| Saison                | Club                  | Division              | M.          | B.          | M.                    | B.                    | M.    | B.    |
| 2005-2006             | CNFE Clairefontaine   | Division 1            | 12          | 0           | 0                     | 0                     | 12    | 0     |
| 2006-2007             | CNFE Clairefontaine   | Division 1            | 20          | 0           | 0                     | 0                     | 20    | 0     |
| Sous-total            | Sous-total            | Sous-total            | 32          | 0           | 0                     | 0                     | 32    | 0     |
| 2007-2008             | Stade Briochin        | Division 1            | 8           | 0           | 0                     | 0                     | 8     | 0     |
| 2008-2009             | Stade Briochin        | Division 1            | 14          | 3           | 3                     | 0                     | 17    | 3     |
| 2009-2010             | Stade Briochin        | Division 1            | 9           | 0           | 1                     | 1                     | 10    | 1     |
| 2010-2011             | Stade Briochin        | Division 1            | 16          | 4           | 0                     | 0                     | 16    | 4     |
| Sous-total            | Sous-total            | Sous-total            | 47          | 7           | 4                     | 1                     | 51    | 8     |
| 2011-2012             | EA Guingamp           | Division 1            | 16          | 1           | 0                     | 0                     | 16    | 1     |
| 2012-2013             | EA Guingamp           | Division 1            | 20          | 5           | 3                     | 5                     | 23    | 10    |
| 2013-2014             | EA Guingamp           | Division 1            | 17          | 1           | 0                     | 0                     | 17    | 1     |
| 2014-2015             | EA Guingamp           | Division 1            | 19          | 5           | 4                     | 2                     | 23    | 7     |
| 2015-2016             | EA Guingamp           | Division 1            | 19          | 4           | 4                     | 4                     | 23    | 8     |
| 2016-2017             | EA Guingamp           | Division 1            | 19          | 9           | 1                     | 1                     | 20    | 10    |
| Sous-total            | Sous-total            | Sous-total            | 110         | 25          | 12                    | 12                    | 122   | 37    |
| 2017-2018             | FC Fleury 91          | Division 1            | 19          | 2           | 2                     | 2                     | 21    | 4     |
| 2018-2019             | FC Fleury 91          | Division 1            | 14          | 1           | 2                     | 0                     | 16    | 1     |
| Sous-total            | Sous-total            | Sous-total            | 33          | 3           | 4                     | 2                     | 37    | 5     |
| 2019-2020             | GPSO 92 Issy          | Division 2            | 16          | 8           | 2                     | 1                     | 18    | 9     |
| Sous-total            | Sous-total            | Sous-total            | 16          | 8           | 2                     | 1                     | 18    | 9     |
| 2020-2021             | Dijon FCO             | Division 1            | 14          | 0           | 1                     | 0                     | 15    | 0     |
| Sous-total            | Sous-total            | Sous-total            | 14          | 0           | 1                     | 0                     | 15    | 0     |
| 2021-2022             | Saint-Malo            | Division 2            | 22          | 4           | 3                     | 2                     | 25    | 6     |
| Sous-total            | Sous-total            | Sous-total            | 22          | 4           | 3                     | 2                     | 25    | 6     |
| 2022-2023             | FC Metz               | Division 2            | 19          | 5           | 2                     | 1                     | 21    | 6     |
| Sous-total            | Sous-total            | Sous-total            | 19          | 5           | 2                     | 1                     | 21    | 6     |
| 2023-2024             | Al-Ittihad            | Division 1            | 8           | 4           | 2                     | 2                     | 10    | 6     |
| Sous-total            | Sous-total            | Sous-total            | 8           | 4           | 2                     | 2                     | 10    | 6     |
| 2024-2025             | Brooklyn FC           | USL Super League      | 10          | 1           | 0                     | 0                     | 10    | 1     |
| Total sur la carrière | Total sur la carrière | Total sur la carrière | 311         | 57          | 30                    | 21                    | 341   | 78    |

## Palmarès
Équipe du Maroc
- Tournoi UNAF
  -  Vainqueur : 2020

- Coupe Aisha Buhari
  - 2e place en 2021

- Tournoi international de Malte
  - Vainqueur en 2022

- Coupe d'Afrique des nations
  -  Finaliste en 2022